# Эрнст Гессен-Филипстальский (1846)
Эрнст Гессен-Филипстальский (нем. Ernst Eugen Karl August Bernhard Paul von Hessen-Philippsthal; 20 декабря 1846, Филипсталь, Гессен-Кассель — 22 декабря 1925, Эйзенах, Тюрингия, Веймарская республика) — представитель Гессен-Филипстальской ветви Гессенского дома. Старший сын Карла II Гессен-Филипстальского.

## Биография
Эрнст родился 20 декабря 1846 года в городе Филипсталь. Его родителями являются Карл II Гессен-Филипстальский и Мария Вюртембергская. 
В 1866 году Гессен-Филипсталь был аннексирован Пруссией. В 1868 году после смерти отца он стал главой Гессен-Филипстальской линии Гессенского дома. В 1880 году он получил в качестве компенсации годовой доход в 300 000 марок и несколько замков: замок Ханау, замок Ротенбург и замок Шенфельд.
Эрнст скончался 22 декабря 1925 года в Эйзенахе. Так как он никогда в жизни не был женат и детей не имел, Гессен-Филипстальская ветвь прервалась.